# Łojewek (rzeka)
Łojewek – rzeka, prawy dopływ Narwi o długości 33,74 km. 
Płynie w województwie podlaskim. Wypływa w okolicach wsi Jurzec Szlachecki i płynie w kierunku południowym. Przepływa przez miejscowości: Jurzec Włościański, Dobrzyjałowo, Kownaty, Kałęczyn, Wyłudzin, Olszyny, Taraskowo, Nowe Bożejewo, Stare Bożejewo, Janczewo, Bronowo, po czym wpada do Narwi. W miejscowości Stare Bożejewo przepływa pod drogą krajową nr 64.